# Cornier

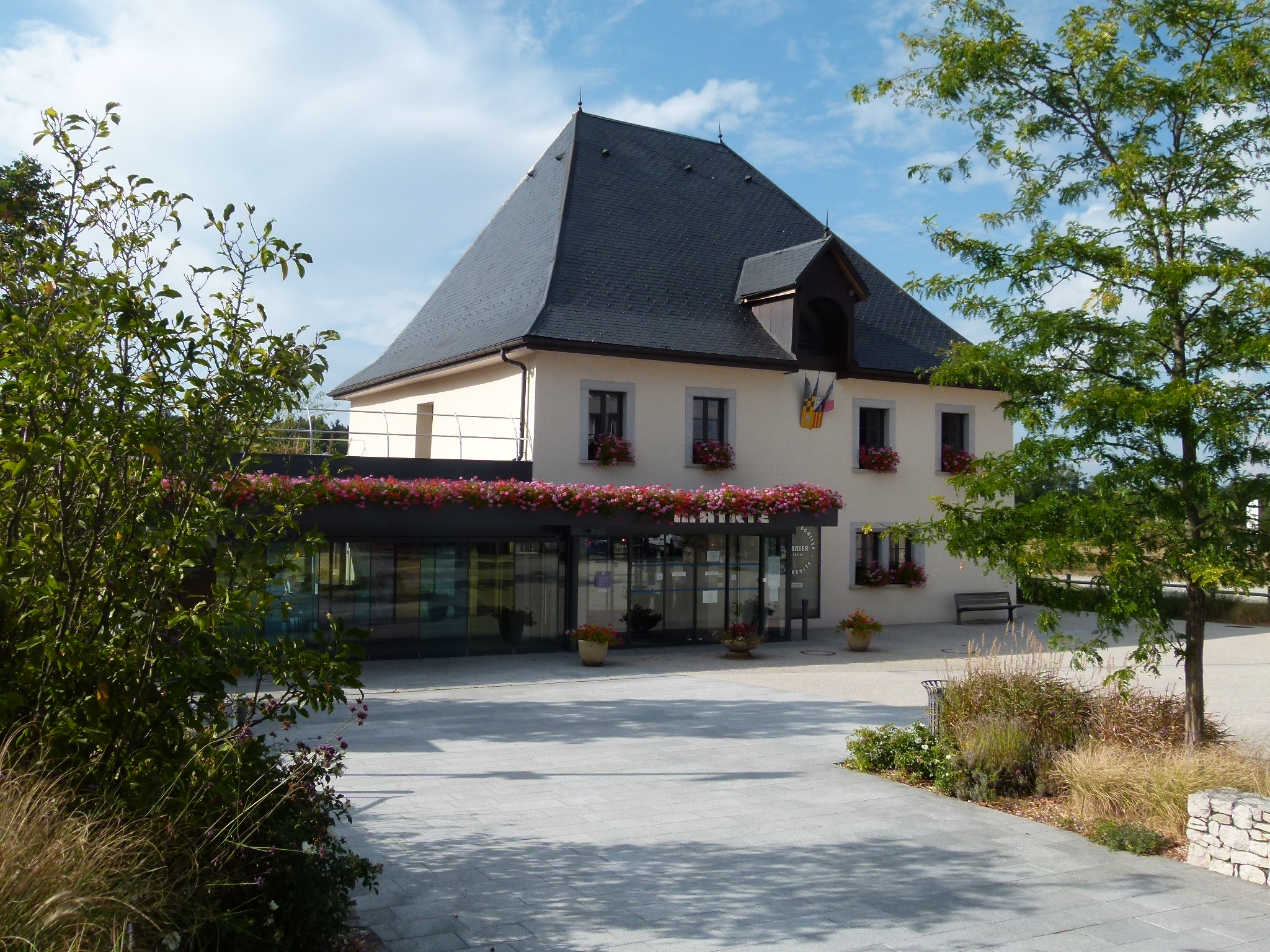
Gemeentehuis

Cornier is een gemeente in het Franse departement Haute-Savoie (regio Auvergne-Rhône-Alpes). De plaats maakt deel uit van het arrondissement Bonneville. Cornier telde op 1 januari 2022 1.468 inwoners.

## Geografie
De oppervlakte van Cornier bedroeg op 1 januari 2022 6,78 vierkante kilometer; de bevolkingsdichtheid was toen 216,5 inwoners per km².

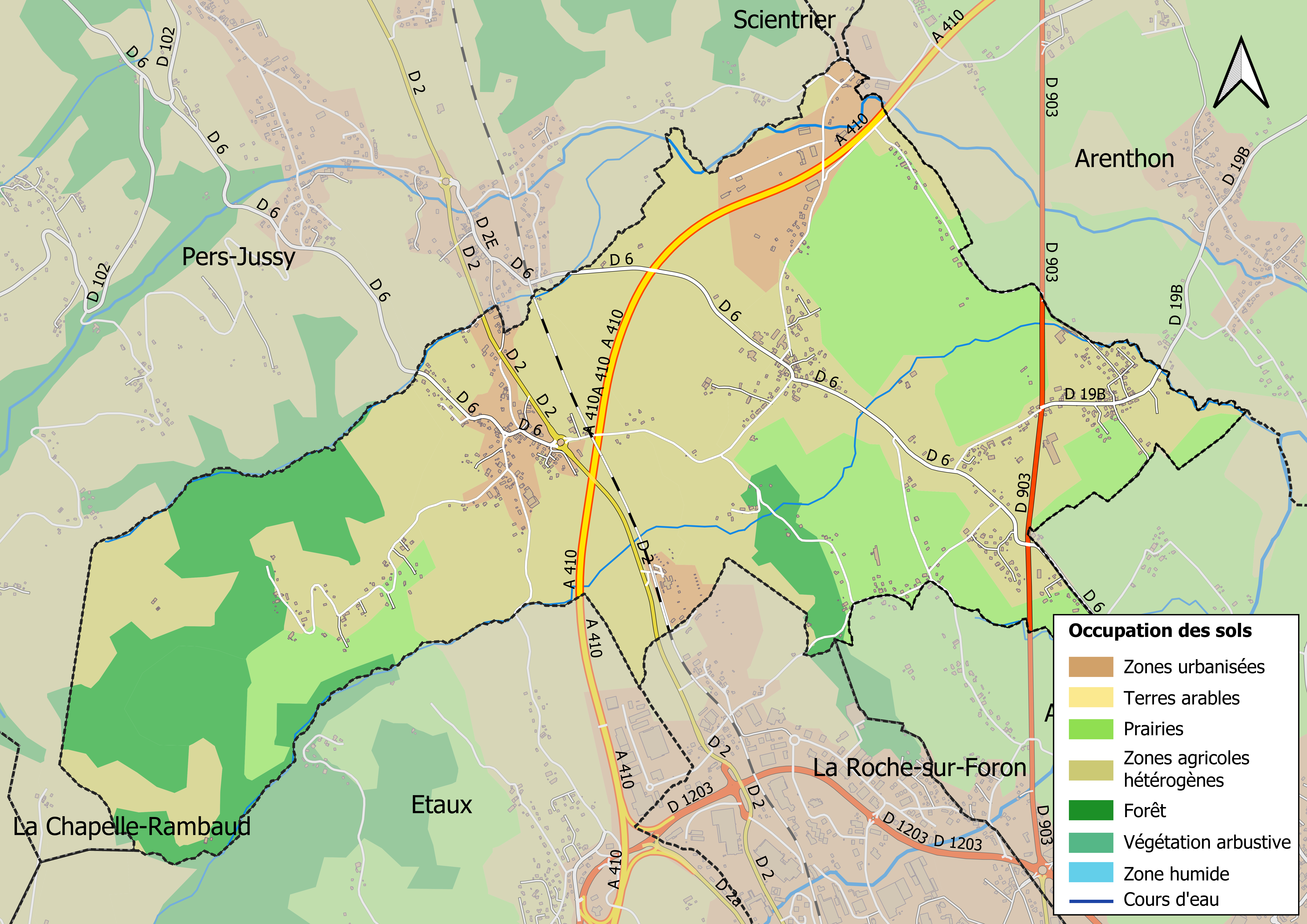
Kaart van de gemeente met de belangrijkste infrastructuur, bodemgebruik en omliggende gemeenten

## Demografie
Onderstaande figuur toont het verloop van het inwonertal (bron: INSEE-tellingen).

## Geboren
- Willy Delajod (1992), voetbalscheidsrechter